# Gymnasium Oberwil
Das Gymnasium Oberwil ist eine öffentliche Schule für die Sekundarstufe II in Oberwil im Kanton Basel-Landschaft (Schweiz), die von rund 1000 Lernenden besucht wird. Sie führt nach der obligatorischen Schulzeit in vier Jahren zur Maturität oder in drei Jahren zu einem Fachmittelschul-Abschluss (FMS) respektive in vier Jahren zur Fachmaturität (FM). Das eigene Leitbild dieser Bildungseinrichtung stellt den «Bildungsprozess des motivierten Individuums und die Lerngemeinschaft der Schule» ins Zentrum. Das Gymnasium Oberwil hat von der Eidgenossenschaft die Zulassung einer «zweisprachigen Matur» erhalten.

## Bildungsangebote

### Maturitätsabteilung
An der Maturitätsabteilung werden alle im Kanton Basel-Landschaft geführten Schwerpunktfächer (ausser Russisch und Altgriechisch) angeboten, ebenso eine zweisprachige Matura auf Englisch; für Französisch und Spanisch gibt es eine spezielle Förderung durch Austauschsemester. Schwerpunktfächer am Gymnasium Oberwil sind Anwendungen der Mathematik/Physik (A), Biologie/Chemie (B), Italienisch (I), Latein (L), Musik (M), Spanisch (S), Wirtschaft und Recht (W) sowie Bildnerisches Gestalten (Z).
Nebst den üblichen an einem Gymnasium unterrichteten Fächer werden an der Maturitätsabteilung die folgenden Fächer obligatorisch unterrichtet: Politische Bildung, Ethik und Globalisierung.

#### Mehrsprachige Maturität
Im Gymnasium Oberwil wird neben dem Maturitätsabschluss und Fachmaturitätsabschluss auch eine bilinguale Maturität in englischer Sprache angeboten. In der Regel findet der Immersionsunterricht in den Fächern Mathematik, Geschichte, Geographie und Biologie statt. Grundsätzlich ist die Wahl des Immersionsprogramms für alle Schwerpunktfächer möglich. Die fachlichen Inhalte und Anforderungen sind jedoch identisch mit dem regulären Unterricht. Bei der Anmeldung für das Gymnasium kann der Wunsch von bilingualem Unterricht angegeben werden. Zusätzlich wird im ersten Semester Unterstützung angeboten, welche den Einstieg in dieses Angebot erleichtert. Von der Schweizerischen Maturitätskommission (SMK) hat das Gymnasium Oberwil eine eidgenössische Anerkennung erhalten und kann somit Lernenden mit bilingualem Abschluss ein spezielles Maturitätszeugnis mit dem Vermerk «zweisprachige Matur» ausstellen.

### FMS (bis 2004: DMS, Diplommittelschule)
Die Fachmittelschule ist eine drei Jahre dauernde Mittelschule. Sie bietet zwei in der ganzen Schweiz anerkannte Abschlüsse: den Fachmittelschulausweis und das Fachmaturitätszeugnis. Sie vermittelt eine breite Allgemeinbildung und bereitet Lernende auf Berufsausbildungen vor, die eine anspruchsvolle schulische Ausbildung voraussetzen. Es handelt sich dabei um Berufsausbildungen im erzieherischen, sozialen oder kulturellen Bereich, im Gesundheitswesen oder im Tourismus.
Besondere Unterrichtseinheiten der FMS bereiten direkt auf berufliche Anforderungen vor:
- Berufsorientierende Tage (1. Klasse)
- Berufspraktikum (1. Klasse, 3 Wochen)
- Selbstständige Arbeit (2. Klasse)
- Spezifisch ausgelegter Unterricht im gewählten Berufsfeld Pädagogik, Gesundheit/Naturwissenschaften, Soziale Arbeit, Gestaltung und Kunst und Musik (2. und 3. Klasse)
- Sprachzertifikate: DELF und Cambridge First

## Geschichte

### Gründung
Alle Gymnasien im Kanton Basel-Landschaft sind «Tochterschulen» des ersten Gymnasiums in Liestal, welches 1963 eröffnet wurde. Nur ein Jahr später wurde das Gymnasium Münchenstein eingeweiht. Aufgrund der Abwanderung vieler Familien aus Basel in die Agglomeration sowie einer wachsenden Zuwanderung reichten diese beiden Schulhäuser nicht aus, um alle Lernenden unterzubringen. Der Landrat entschied deshalb am 1. April 1971, dass 1972 die Gymnasien Oberwil und Muttenz gegründet werden sollten. Die Kurzfristigkeit des Entscheids der Gründung dieser Schulen führte dazu, dass die Oberwiler Gymnasiasten 1972 vorerst in einem Provisorium in Ettingen untergebracht werden mussten, da noch kein Schulhaus vorhanden war. Mit den Vorbereitungen für den Bau in Oberwil hatte das Hochbauamt bereits im Jahr 1968 begonnen.
Der Bau neuer Schulhäuser, wie zum Beispiel der Gymnasien Münchenstein und Liestal, stellte sich als kostspielig heraus, was bei der Bevölkerung heftige Kritik auslöste. Infolgedessen wollte man beim Bau des Gymnasiums Oberwil die Kosten niedriger halten und budgetierte deshalb nur 10 Mio. CHF (Münchenstein: 12 Mio. CHF, Liestal: 16 Mio. CHF). Durch die Einsparungen war man bei der Auswahl des Standortes für das Gymnasium Oberwil stark eingeschränkt. Die Bodenpreise in Oberwil variierten deutlich, und die grosse Fläche, die für das Gymnasium benötigt wurde, verlangte einen möglichst günstigen Boden. Die Wahl fiel schliesslich auf einen Standort bei der Ziegelei an der Grenze zu Allschwil. Da das Gelände auf einem Hügel lag und es noch keine Verbindung mit öffentlichen Verkehrsmitteln gab, musste mit teilweise langen Schulwegen gerechnet werden. Deshalb berücksichtigte man bei der Planung von Beginn an auch einen Verpflegungsraum. So hatten Lernende, die über Mittag nicht nach Hause fahren konnten, die Möglichkeit, ihr Mittagessen vor Ort einzunehmen.
Der Unterricht des Gymnasiums Oberwil wurde während der Bauarbeiten für das neue Schulhaus im Ettinger Gemeindeschulhaus abgehalten. Aufgrund der engen Platzverhältnisse wurden drei Container auf den Pausenplatz des Schulhauses gestellt, in denen unterrichtet wurde. Die Lernenden wurden ermahnt, sich gut zu benehmen und Sorge zum Material zu tragen. Während des Aufenthaltes an der Ettinger Schule kam es dennoch zu Verschmutzung und «unsachgemässer Behandlung» des Schulhauses. Beispielsweise wurden die Fenster als Ein- und Ausgang in die Klassenzimmer benutzt, und es wurden von Zeit zu Zeit Schwamm- und Kreideschlachten veranstaltet. Man vermutete, der Grund für solche Vorfälle könnte die hohe Auslastung des kleinen Schulhauses sein, bedingt durch die temporär untergebrachten Lernenden. Das volle Schulhaus liess nicht viel Raum für andere Aktivitäten neben dem Lernen zu. Den Lernenden fehlten die Freizeitmöglichkeiten oder Beschäftigungen, die sie vom strengen Schulalltag ein wenig ablenkten und Abwechslung brachten. Sie konnten sich demzufolge nirgends austoben und mussten zusätzlich in heissen Zimmern lernen. Das Provisorium in Ettingen dauerte länger als die geplanten anderthalb Jahre. Der Bezug des Gymnasiums Oberwil sollte auf den September 1972 fallen, doch da die Schule noch nicht fertig gebaut war, wurde der Termin auf den April 1973 verschoben. Durch das Provisorium wurde ersichtlich, dass die Lernenden Raum für andere Aktivitäten haben sollten, was beim Bau des Gymnasiums Oberwil so gut wie möglich berücksichtigt wurde.

### Wachstum und Wachstumskrisen
Die Entwicklung der Schule wurde schon immer durch Schwankungen der Schülerzahl beeinflusst. Da der Besuch der Gymnasien nicht obligatorisch ist, schwankt die Lernenden-Anzahl jährlich stark. Eine grosse Schwankung kam 1973 zustande, als die Schule in Ettingen plötzlich 13 statt sieben Klassen unterbringen musste. Die Schule hatte weder genug Lehrpersonen noch genug Kapazität, um die plötzlich steigende Schülerzahl zu bewältigen.
1976 kam es zu einem unerwarteten Tiefpunkt. Nur wenige Progymnasiasten wählten das Gymnasium als weiteren Bildungsweg, wodurch der Typus C beinahe vollständig wegfiel.
In den darauffolgenden zehn Jahren stieg die Schülerzahl jährlich. Der nicht vorhergesehene Schülerboom war neben der anziehenden Konjunktur und dem vermehrten Zustrom zum Progymnasium zu einem Teil auf die Einführung des Typus D zurückzuführen. Aufgrund des neuen Schwerpunktfachs kamen vermehrt Lernende aus dem hinteren Birseck ans Gymnasium in Oberwil. Dieser Anstieg stellte einige Probleme für die Schule dar: Notmassnahmen wie das Unterrichten in der Aula und in der Mediathek wurden zur Behebung des Raumproblems ergriffen, und der Bücherbestand musste jahrelang in einem Container untergebracht werden. Des Weiteren musste das Gymnasium aufgrund von Platzmangel für den Frühling 1981 sechs Schulzimmer im Schulhaus Burggarten in Bottmingen mieten, was wiederum den Platz von Gruppenräumen der Primar- und Realschulen einschränkte.
Ab 1986 zeichnete sich ein Schülerrückgang ab. Dieser Rückgang ist darauf zurückzuführen, dass Familien aufgrund von mangelndem Wohnangebot im Leimental ihren Wohnsitz ins Oberbaselbiet verlegten. Dennoch betrug die Übertrittsquote der Progymnasiasten 95 %, weshalb die Schülerzahlen in diesem Abschlusszweig auf einem hohen Niveau blieben.
Ab 1992 verschärften sich die Raumprobleme an der Schule wegen der neuen Schulreformen, die einen Unterricht in Kursen statt Klassen forderten.

### Erweiterung des Angebots

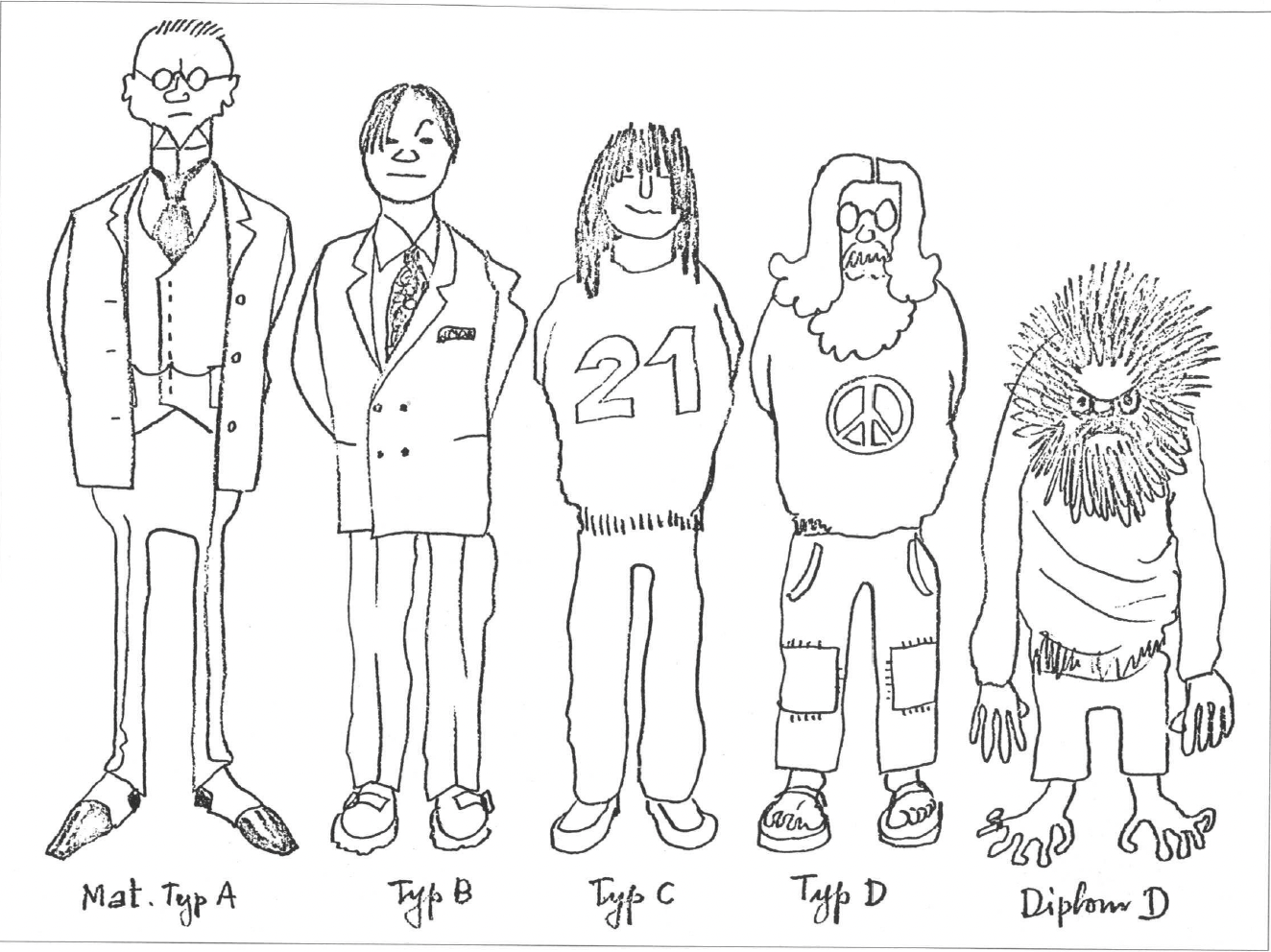
Eine überspitzte Karikatur von einem Schulpsychologen von 1972, welche die Lernenden der jeweiligen Typen darstellen soll.

Das Gymnasium Oberwil startete 1972 mit einer bescheidenen Schülerzahl in den Maturitäts-Typen B, C und E. Der Typus B legte den Schwerpunkt auf Latein, der Typus C auf Mathematik und der Typus E auf Wirtschaft. 1975 gab es die ersten vollen Klassen des kantonalen Typus M, mit Musik und Zeichnen als Schwerpunkten, und der DMS (Diplommittelschule). Der Typus M wurde eingeführt, um den Mangel an Primarlehrpersonen zu beheben. Der Typus M wurde von allen Universitäten anerkannt, nicht aber von den Eidgenössischen Technischen Hochschulen. Und auch zum von der Eidgenossenschaft geregelten Medizinstudium galt er nicht als Zulassung, weil der Typus M nicht der Maturitätsanerkennungsverordnung entsprach. Trotzdem entsprachen die Maturitätsprüfungen im Typus M denjenigen des Typus B, jedoch ohne Latein. Es gab viele Lernende, welche interessiert waren am Lehrerseminar und deshalb den Typus M wählten. Dieser erwies sich aber für viele als zu anspruchsvoll. Deshalb wurde an der Schule die DMS (Diplommittelschule) gegründet, die wesentlich fachspezifischer ist und auf weniger komplexe Themen eingeht. In Zusammenarbeit mit dem Gymnasium Muttenz wurde 1978 der neusprachliche Typus D mit Schwerpunkt Italienisch (und wie die Typen C, E und M ohne Latein) hinzugefügt. Auch wenn an den Universitäten für ein Sprachstudium das kleine Latinum vorausgesetzt wurde, war der Typus D von grosser Beliebtheit an der Schule und führte zu einem Zuwachs der Schülerzahl. Alle Typen wurden 1981 offiziell von den Universitäten anerkannt.
Im Winter 1976/77 wurde das Unterrichtsangebot durch eine Kurswoche erweitert, welche den regulären Schulalltag aufbrach. Erstmals wurden die Lernenden nach ihren persönlichen Interessen bezüglich möglicher Kursthemen befragt. Diese Umfrage bildete eine Grundlage an möglichen Kursthemen, über welche die Schüler dann nochmals befragt wurden, was schliesslich zu einem definitiven Kursangebot führte. «Das Sozialverhalten von Affen im Zoo» und «Analyse von TV-Krimis» sind nur zwei Beispiele aus dem reichhaltigen Kursangebot. So konnte die Schülerschaft ihren Stundenplan während einer Woche weitestgehend selbst gestalten. Mit diesem System war die Kursauswahl von Jahr zu Jahr, je nach den Fähigkeiten der Lehrpersonen und dem Interesse der Lernenden, unterschiedlich.
Um den bisherigen einseitigen Schulsport zu ergänzen, wurde seit dem Sommersemester 1979 der allgemeine Schulsport durch den Wahlfachsport ergänzt. So hatten die Lernenden der 3. und 4. Klassen in der Doppelstunde Sport das Wahlfach Sport. Die dritte Stunde Sport verblieb als normaler Schulsport, geordnet in Klassen- und Parallelklassenunterricht. Den Lernenden wurden dabei verschiedenste Disziplinen, abhängig von den Fähigkeiten und Interessen der Lehrpersonen, zur Wahl gegeben, diese enthielten beispielsweise Fussball, Judo, Volleyball, Gymnastik und Jazztanz. Dieses neue Wahlfach hatte zum Ziel, den Lernenden die Möglichkeit zu bieten, je nach Neigung, Interesse und Begabung einen schulfremden Sportkurs auszuwählen. Diese Wahlmöglichkeit, in Verbindung mit einer teilweisen Auflösung des Klassenverbandes, sollte den Lernenden einen weiteren Anreiz zur Aktivität im Schulsport geben.
Im Jahre 1981 wurde das Angebot der Schulfächer durch Freifächer erweitert. Das Angebot dieser Freifächer wurde teilweise durch eidgenössische Vorschriften bestimmt. Der Rest der Freifächer wurde von der Schule festgelegt. Vorgegeben wurden dabei Fremdsprachen, Musik, Chemie- und Biologiepraktikum und Programmieren. Diese durch die Eidgenossenschaft vorgegebenen Freifächer waren in der ganzen Schweiz die gleichen. Ergänzt wurden diese vorgegebenen Freifächer durch ein Angebot der Schule. Dieses enthielt Fächer wie Maschinenschreiben, Lerntechnik, Filmkunde und Philosophie. Die Auswahl dieses sogenannten «freien Angebots» variierte von Jahr zu Jahr. Diese Erweiterung der Schulfächer, welche nach den Interessen der Lernenden gewählt werden konnte, ermöglichte eine Spezialisierung in verschiedenen Themengebieten.
Wichtiger Bestandteil des Unterrichts am Gymnasium war schon immer die Arbeitswoche, in welcher die ersten Klassen die Land- und Bergbauernschaft kennenlernten. Dabei verrichtete die Schülerschaft verschiedene lokale Arbeiten, wie z. B. Alpweidverbesserungen, Aufforstungsaktionen und Wanderwegsunterhalt. Verbunden waren diese Arbeiten mit einem Interview der lokalen Bevölkerung, was unter dem Motto «Kennenlernen von Land und Leuten» stand. Von Jahr zu Jahr erwies sich der Versuch, durch Interviews die Lebensweise und Geheimnisse der einheimischen Bevölkerung zu erforschen, als immer mühsamer. Die Resistenz der Bevölkerung, auf die Fragen der Schülerschaft einzugehen, wuchs von Arbeitswoche zu Arbeitswoche. Entsprechend zu dieser Entwicklung standen die Arbeitswochen immer mehr im Zeichen der «Kreativität». So wurden Arbeitswochen mit Theaterspiel, Fotografieren und Musizieren durchgeführt, was die bisher einheitlichen Arbeitswochen vervielfältigte.

### Promotionsbedingungen und Maturandenquote
In der Anfangszeit wurden die Promotionsbedingungen von etwa vier bis sechs Prozent der Schülerschaft pro Semester, vor allem in den ersten beiden Semestern, nicht geschafft. Im Frühjahr 1976 wurden sogar 44 Angehörige der Schülerschaft den Promotionsbedingungen der Schule nicht gerecht. Dies bedeutete rund 10 % aller Angehörigen. 1986 wurden Eltern befragt, ob sie das Gefühl hätten, dass die Anforderungen des Gymnasiums Oberwil höher seien als jene an Basler Gymnasien. 41 der 66 an der Umfrage Teilnehmenden stimmten voll zu, nur drei waren anderer Meinung. Das Ergebnis überraschte auch deshalb nicht, weil einige Eltern von gescheiterten Lernenden den Wunsch äusserten, ihre Kinder in die Stadt zu transferieren.
Früher war das Problem, dass die Maturandenquote im Leimental zu hoch war. Jeder zweite Jugendliche schloss das Gymnasium ab, gesamtschweizerisch war es nur jeder fünfte. Dennoch schlossen im Vergleich zur ganzen Schweiz im Leimental auch 10 % mehr (d. h. 70 %) der Personen mit Maturabschluss ihr Studium erfolgreich ab.

### Schülerschaft
Zu Beginn im Jahr 1972 besuchten insgesamt 148 Lernende das Gymnasium in den verschiedenen Typen B (Latein), C (Mathematik) und E (Wirtschaft) im Provisorium in Ettingen. Zehn Jahre später besuchten schon 890 Lernende das Gymnasium in Oberwil. In sehr kurzer Zeit entwickelte es sich von einer kleinen Schulfamilie zu einem Schul-Grossunternehmen.
In den Jahren 1972/73–1982/83 besuchten hauptsächlich Jugendliche aus sozio-ökonomisch «stärker» aufgestellten Familien das Gymnasium. Kinder aus Akademikerfamilien besuchten vor allem den Typus B (Latein), in dem also 80 % der Schülerschaft einen solchen Hintergrund besass. Den kleinsten Akademikeranteil wies der Typus E (Wirtschaft) auf.

#### Ehemalige über den Besuch des Gymnasiums

##### Umfrage 1979
In einer Umfrage vom Jahr 1979 zum Thema «Motivation der Erstklässler zum Besuch des Gymnasiums Oberwil» wurden mit einem Fragebogen 200 Lernende befragt. Eine grosse Anzahl der Lernenden beantwortete die Frage nach dem Grund des Besuchs des Gymnasiums mit: «Man möchte später einmal studieren», «Das Gymnasium bildet die Grundlage für das spätere Berufsziel» und «Erweiterung des Wissens». Auch wurde geantwortet, dass man nach dem Gymnasium viele Möglichkeiten habe, sich weiterzubilden, oder dass man sich noch nicht für einen Beruf entscheiden könne.
Aus den Antworten der Umfrage wurde klar, dass viele Lernende, die nach ihrer obligatorischen Schulzeit ins Gymnasium eintraten, recht ungefestigte und unklare Vorstellungen über ihre Zukunft hatten.

##### Umfrage 1994
Die Umfrage bei den ehemaligen Maturanden der Jahrgänge 1980 bis 1992 über den Nutzen der gymnasialen Ausbildung hatte den Zweck, herauszufinden, welche Eindrücke über die Schulzeit geblieben waren. Die grundsätzliche Frage lautete: «Haben Sie, alles in allem, positive oder negative Erinnerungen an Ihre Schulzeit am Gymnasium Oberwil?» Es stellte sich heraus, dass über die Hälfte der erfolgreichen Maturanden des Gymnasiums Oberwil sich im Vergleich zu Studierenden aus anderen Gymnasien besser auf die Ausbildung vorbereitet fühlten. Sie wiesen hier für die Schweiz überdurchschnittlich gute Universitätsabschlüsse vor: Rund 70 % schlossen ihr Studium erfolgreich ab (gesamtschweizerischer Durchschnitt: 60 %). Generell waren die meisten Absolventen mit ihrer Schulzeit zufrieden und zogen eine mehrheitlich positive Bilanz. Es gab jedoch auch Bemerkungen von ehemaligen Schülerinnen, dass es sich beim Gymnasium Oberwil um eine Männerschule handle. Insgesamt hatten sie weniger positive Erinnerungen als ihre männlichen Kollegen. Das Mass der Zufriedenheit bezog sich weniger auf Prüfungen, Notenstress und Unterricht. Bedeutungsvoller waren Faktoren wie Kameradschaft, Persönlichkeit der Lehrpersonen sowie die Ausrichtung der Ausbildung. Dem Urteil der Ehemaligen zufolge gab es jedoch auch Mängel: Je nach Studienrichtung fühlten sich die Studierenden unterschiedlich gut vorbereitet auf die universitäre Ausbildung. Studierende von eher theoretisch geprägten Fächern wie Mathematik, Physik und Informatik fühlten sich rückblickend weniger gut vorbereitet als Studierende der Naturwissenschaften.

##### Streik von 1979
Eines der wohl spektakulärsten Ereignisse der Schulgeschichte des Kantons Basel-Landschaft dürfte die Streikaktion der Lernenden vom 30. April 1979 gewesen sein. Der Ausgangspunkt des Konfliktes lag in der Tatsache begründet, dass in Basel der 30. April, der 1979 auf einen Montag fiel, im Hinblick auf den gesetzlich freien 1.-Mai-Dienstag freigegeben wurde, während im Kanton Basel-Landschaft Schule gehalten werden sollte.
Ein Leserbrief in der Basler Zeitung gab den Anlass: Eine unzufriedene Mutter empörte sich über den Entscheid der Erziehungsdirektion und rief zum Streik auf. Ihrem Aufruf folgten 430 Lernende, die dem Unterricht fernblieben. Von diesen leisteten allerdings nur gerade 250 dem Aufruf Folge, an einer Demonstration auf dem Coop-Parkplatz in Oberwil teilzunehmen, wo schulpolitische Fragen diskutiert und ein Petitionskatalog verabschiedet wurden.

### Lehrpersonen
Die Anzahl der Lehrpersonen hat sich seit der Gründung stark verändert. Durch das rasche Wachstum des Gymnasiums Oberwil wuchs in den Siebzigerjahren der Bedarf an Lehrpersonen. Im Gründungsjahr 1972 waren 18 Lehrpersonen tätig, zehn Jahre später 104. Die Lehrpersonen des Gymnasiums kamen am Anfang zu einem grossen Teil nicht aus der Region, denn die Baselbieter Schulen wurden von den ortsansässigen Lehrpersonen bevorzugt. Die Lehrerschaft bestand fast ausschliesslich aus Männern. Unter den 15 Hauptlehrern befand sich 1972 nur eine Frau. 1982 bestand die Lehrerschaft zur Hälfte aus Hauptlehrpersonen und zur anderen Hälfte aus Hilfslehrpersonen. Diese wurden eingesetzt, um den Lehrpersonenmangel des Gymnasiums zu überbrücken, und übernahmen 30 % der Lektionen. Letztere waren auch an anderen Schulen der Region eingestellt. Die Funktion der Hilfslehrperson gibt es heute nicht mehr.
In den Siebzigerjahren legte die Schulleitung grossen Wert auf Beteiligung der Lehrpersonen im Entscheidungsprozess, um entsprechenden Begehren nachzukommen. In den Neunzigerjahren zeigte sich eine grosse Reformbereitschaft. Neue Unterrichtsformen wie Wahlkurse, projektartiges Arbeiten oder Blockunterricht wurden unter der Lehrerschaft diskutiert und eingeführt. Die Veränderungen führten dazu, dass der Unterricht und die Kommunikation überdacht und in Leitbildern fixiert wurden. Mit der Zeit wurden immer mehr junge Lehrpersonen eingestellt, und alle Altersstufen waren gleichmässiger in der Lehrerschaft vertreten.

### Schulreformen und -experimente
Die Schulreformen und -experimente am Gymnasium Oberwil veränderten das Bild der Schule immer wieder. Seit der Gründung der Schule wurden viele verschiedene solcher Veränderungen durchgeführt. Beispiele dafür sind die Photovoltaikanlage und das Projekt P 91-Go!

#### Computer
In den 1980er-Jahren wurde ein halboffener (mit Glasscheibe zum Gang getrennter) Computerraum mit mehreren Apple II eingerichtet; die Programmierung in PASCAL war für Typ-C-Schüler Teil des Mathematik-Unterrichts.

#### Fernrohr
In einem mit Schiebedach gedeckten Dachraum ist ein astronomisches Fernrohr eingerichtet, mit dem u. a. im 1986 der Komet Halley beobachtet wurde, als er sich noch in einer Distanz außerhalb des Asteroidengürtels befand. Astronomie konnte als Zusatzfach gewählt werden.

#### Störche
Um den Storch wieder anzusiedeln, wurde in den 1980er-Jahren eine Storchenstation eingerichtet, die später wieder aufgehoben werden konnte, da die Wiederansiedlung erfolgreich war.

#### Photovoltaikanlage

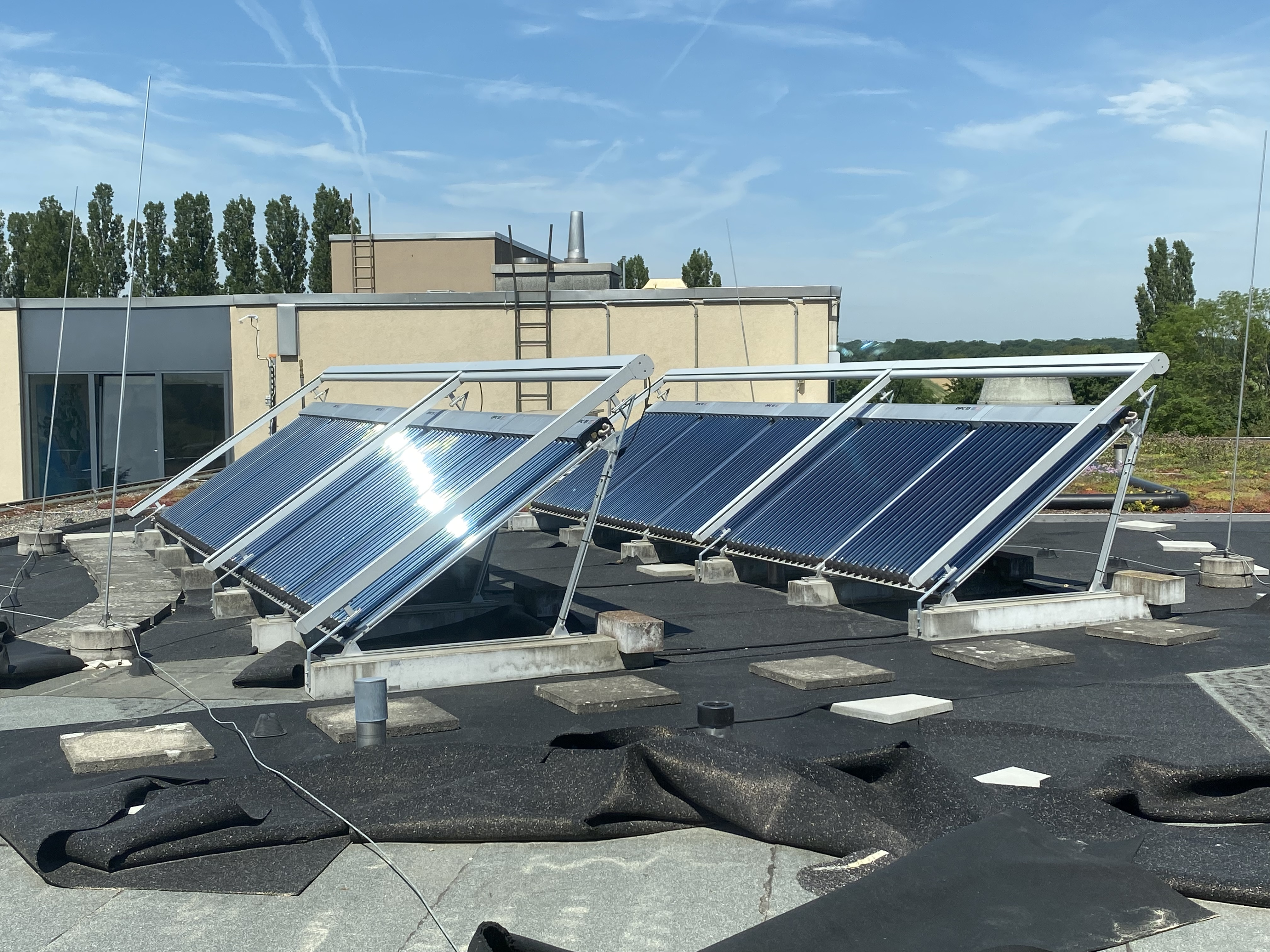
Ein Teil der Photovoltaikanlage auf dem Dach des Gymnasiums Oberwil

Bereits in den Gründungsjahren des Gymnasiums Oberwil erfolgten viele Diskussionen über die Kernenergie in der Schweiz, weshalb sich viele Jugendliche bezüglich umweltschonender Energiequellen sensibilisierten. Folglich ergriff dann 1990 die Klasse 3Bb des Gymnasiums Oberwil die Eigeninitiative, um eine Photovoltaikanlage auf dem Schulareal zu errichten. Mit Unterstützung des Physiklehrers Heiri Schenkel, des damaligen Rektors des Gymnasiums Oberwil René Salathé sowie der Regierungsräte Peter Schmid und Eduard Belser wurde dieses Projekt geplant und umgesetzt.
Die Lernenden arbeiteten selbstständig in den Unterrichtsstunden an dem Bau der Photovoltaikanlage unter Finanzierung der SAGO (Solaranlage Gymnasium Oberwil) und des Kantons. Im Jahre 1991 wurde die 84 Quadratmeter grosse Anlage in Betrieb genommen und lieferte 2003 einen Rekordertrag von 8500 kWh.

#### P 91-Go!

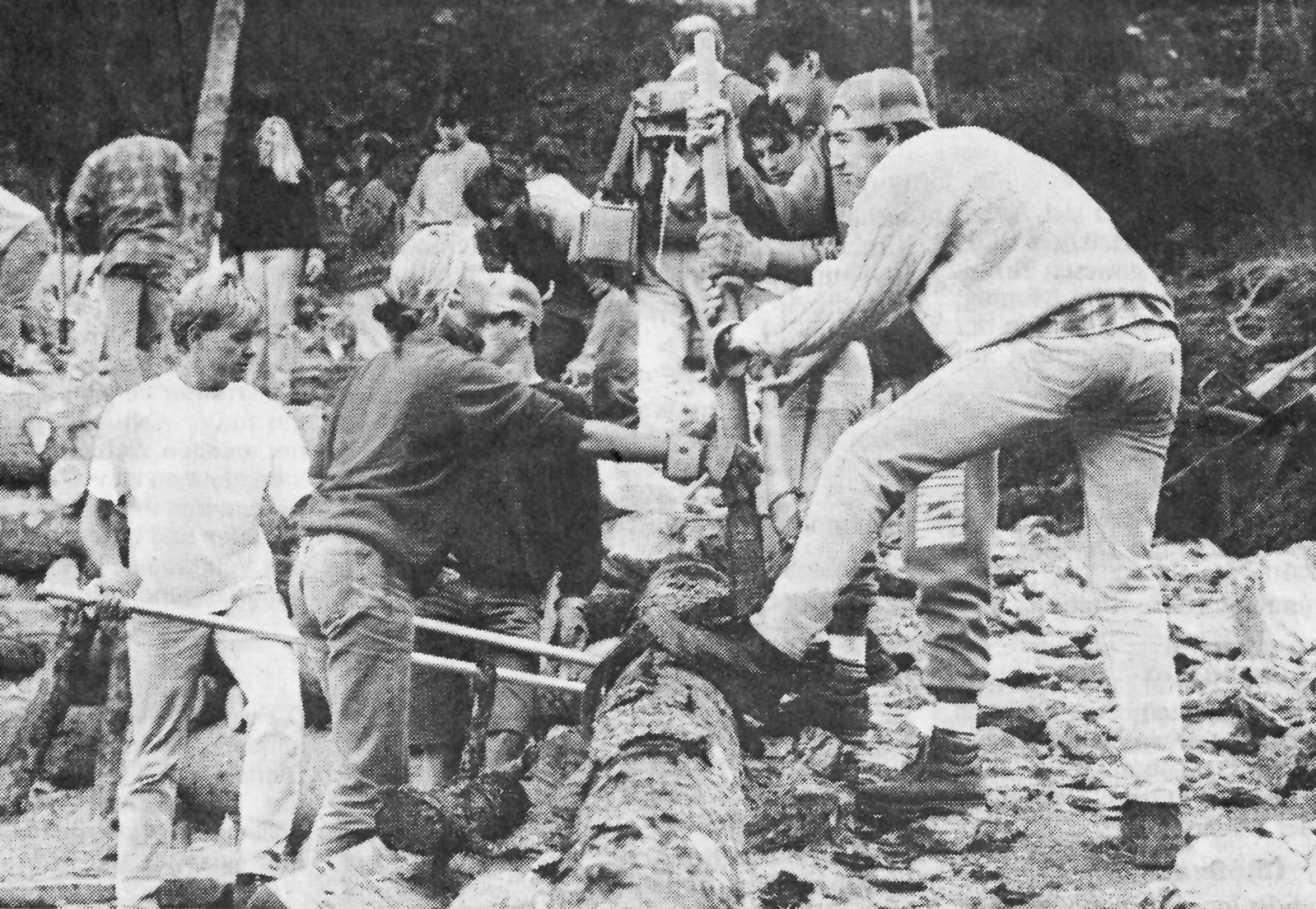
Lernende des Gymnasiums Oberwil während der Arbeit am P 91-Go! Projekt

Das Projekt P91-Go! wurde im Jahr 1988 erstmals vorgeschlagen und zwischen Mai und September 1991 von den Lehrpersonen und Lernenden des Gymnasiums Oberwil in Zusammenarbeit mit der Stiftung Umwelteinsatz Schweiz und Pro Natura realisiert. Zum 700. Geburtstag der Eidgenossenschaft sollte das Projekt als Geschenk überreicht werden. Die Idee von P91-Go! war es, mit allen Lernenden an einem wirtschaftlich schwächeren Ort ein gemeinsames Werk zu realisieren. Dazu wurde ein Plan auf die Beine gestellt, einen schlecht unterhaltenen Pfad, welcher zwischen Château-d’Oex und der Alphütte La Porsogne lag, für die Käse produzierenden Alphirten zu stabilisieren und zu verbreitern. Dieser Plan wurde durch die Mitarbeit der Lernenden umgesetzt, wodurch den Alphirten der Transportweg deutlich erleichtert wurde. Die Kosten für die Realisierung betrugen über 200'000 CHF und konnten durch den Lotteriefonds gedeckt werden.

### Zusammenarbeit mit anderen Schulen

#### Partnerschaft mit dem Lycée Jean-Jacques Henner in Altkirch (Elsass)
Das Gymnasium Oberwil hatte schon seit dem Jahre 1986 eine Partnerschule, das Lycée Jean-Jacques Henner in Altkirch im Elsass. Das heutige Lycée J.-J. Henner wurde am 1. September 2001 gegründet und entstand aus einer Fusion zweier Schulen, die auf Industrie und Technik spezialisiert waren. Jedoch geht die ursprüngliche Gründung der Schule auf das Jahr 1803 zurück. Ziel dieser Partnerschaft war es, einen Schüleraustausch zu ermöglichen. Denn obwohl nur wenige Kilometer zwischen den beiden weiterführenden Schulen liegen, trennten sie neben der Landesgrenze und -sprache auch ein etwas anderer Alltag, was einen Austausch besonders attraktiv machte. Im November und Dezember 1986 kam es zu einem ersten zweiwöchigen Schüleraustausch. Solche Austausche wurden bis ins Jahr 1997 durchgeführt, wobei von französischer Seite her eintägige Ausflüge im Zentrum standen, während von Schweizer Seite mehrtägige Lager durchgeführt wurden. Durch Änderung des Angebots der beiden Schulen kam es zum Erliegen dieses Schüleraustauschs. Ab 1997 folgte ein wechselseitiger Lehrpersonenaustausch im Zuge des Immersionsunterrichts. Dieser dauerte zwölf Jahre und wurde 2009 eingestellt.

#### Weitere Schulen
Im Laufe der Jahre kam es zu weiterer Zusammenarbeit mit Schulen im Ausland, darunter Schulen in Guatemala, Alaska und der Ukraine. Zurzeit besteht kein aktiver Kontakt mit einer Partnerschule, dafür werden Kooperationen mit der FHNW, dem physikalischen Institut der Universität Basel und mit der Organisation Sport/Bewegung/Gesundheit gepflegt.

## Organisation

### Leitungsstruktur
Das oberste Organ ist der Schulrat, ein Gremium, das die Aufsicht über die Schulleitung ausübt.
Die Schulleitung besteht (Stand 1. Mai 2025) aus folgenden Positionen:
- Marc Rohner (Rektor)
- Patrick Bänteli (Konrektor)
- Annina Stohler (Konrektorin)
- Noëmi Streicher (Konrektorin)
- Wolfgang Vogt (Konrektor, Leiter FMS)

Die Schulkonferenz setzt sich zusammen aus Schulleitung, Konventspräsidium, Präsidium Sachkommissionen und Leitung Arbeitsgruppen.

### Schülerorganisation (SOGO)
Die SOGO, Schülerorganisation Gymnasium Oberwil, ist eine Organisation, welche den Klassen ermöglicht, Probleme oder Verbesserungsvorschläge vorzuschlagen. Die SOGO gibt den Lernenden in dieser Form eine Stimme und sorgt dafür, dass Schüleranliegen wenn möglich umgesetzt werden. Jede Klasse ist mit einer Person in der SOGO vertreten. Die dort beschlossenen Anliegen und Vorschläge leitet das Präsidium der SOGO an die Schulleitung weiter. Das Präsidium bespricht anschliessend all diese Anliegen und Vorschläge der SOGO mit einem Mitglied der Schulleitung. Eine Woche nach der ersten Sitzung gibt es eine Nachbesprechungssitzung mit einem Schulleitungsmitglied und allen Klassenvertretern. Zu den grössten erfolgreichen Umsetzungen gehört die Einrichtung der Bushaltestelle «Gymnasium».

## Schulprojekte

### Kulturelle Anlässe
Das Gymnasium Oberwil veranstaltet regelmässig Ausstellungen und kulturelle Veranstaltungen. Dazu gehören Aufführungen des Schulchors und des Freifachs Theaters. Unter anderem organisiert die Schule auch Anlässe zu aktuellen Themen.
Der Chor des Gymnasiums Oberwil setzt sich aus Lernenden mit dem Schwerpunktfach Musik, aus Freiwilligen aus dem Freifach Chor und Lernende aus dem Wahlpflichtfach Chor zusammen. Er wird in einzelnen Aufführungen vom Ensemble der Schule, externen Musikern oder Lernenden mit dem Schwerpunktfach Musik mit Instrumenten begleitet. Diese haben im Jahr auch noch mehrfache separate Vorspiele wie die Soirée Musicale, an der auch die Lernenden mit dem Freifach Gesang auftreten. Der Chor führt mehrfach im Jahr Konzerte an der Schule oder in der Umgebung wie z. B. in der Pauluskirche auf und singt auch an den Matur- und FMS-Abschlussfeiern der Schule. Aufgeführt werden jedes Jahr auch jeweils ein Winter- und ein Sommerkonzert. Über das Jahr verteilt, nimmt der Chor auch an verschiedenen regionalen Projekten wie dem Europäischen Jugendchor Festival teil.
Die Theatergruppe des Gymnasiums Oberwil hat eine lange Tradition. 25 Jahre lang, bis 2014, wurde das Freifach Theater von dem Germanisten und Regisseur Kaspar Geiger (* 1948 in Basel) geführt. Seit 2015 wird die Theatergruppe als «Freifach Theater» von verschiedenen im Bereich Theater qualifizierten Lehrpersonen abwechselnd geleitet. Dieses Freifach steht allen Lernenden des Gymnasiums offen und setzt sich aus allen Jahrgängen zusammen. Künstler aus der freien Szene unterstützen und begleiten das Projekt. Die Theatergruppe präsentiert jedes Jahr an vier bis sechs Abenden öffentlich ein Theaterprojekt. Diese jährlichen Aufführungen wurden schon verschiedentlich ausgezeichnet (zum Beispiel 2008: Gewinner «Theateroskar» Schülertheatertreffen Zürich). Einerseits ist dies dem unglaublichen Engagement der Lernenden und andererseits dem «Education-Project» zu verdanken.
Ein zweites Theaterprojekt entsteht regelmässig im Rahmen der Projektarbeit an der FMS Oberwil. Die Aufführungen finden zwischen Sport- und Frühlingsferien statt. 2018 war das Stück «Frühlingssturm» ans Jugend Theater Festival Schweiz in Aarau eingeladen.
Das «Blickfeld» ist die Hauszeitschrift des Gymnasiums Oberwil, von welcher seit 2001 pro Jahr eine bis zwei Ausgaben erscheinen. Es hat jeweils ein Hauptthema, welches die jeweiligen Autoren selber festlegen. Zusätzlich berichtet das «Blickfeld» über Vergangenes und gibt einen Ausblick auf Entwicklungen, Projekte und anstehende Anlässen. «Blickfeld» ähnelt einem Jahresbericht und wird jeweils an Eltern, Mitglieder des Fördervereins des Gymnasiums Oberwil und an die Behörden verschickt.

### Begabtenförderung
Die Begabtenförderung gehört wie auch die Begabungsförderung zu den Förderangeboten, die das Gymnasium Oberwil anbietet.

«Begabtenförderung beinhaltet Massnahmen, die Lernende unterstützen, deren Entwicklungsstand in einem oder mehreren Bereichen sichtlich über demjenigen der entsprechenden Altersgruppe liegt. […] Begabungsförderung ist eine allgemeine Aufgabe der Schule. Darunter wird eine Förderung aller Lernenden in ihren Sach-, Selbst- und Sozialkompetenzen verstanden.»

Diese geschieht durch Differenzierung und Individualisierung des Stoffes ausserhalb des regulären Klassenunterrichts. Ziel der beiden Förderangebote ist, das pädagogische Enrichment zu fördern, Lerninhalte ausserhalb des Kernunterrichts anzubieten und die individuellen Begabungen zu fördern. Das spezifische Ziel der Begabtenförderung enthält zusätzlich die Verhinderung der Unterforderung. Um das Angebot Schülerstudium der Begabtenförderung nutzen zu können, ist ein Notendurchschnitt aus allen Fächern von über 5,0 Voraussetzung Notendurchschnitt. Die die Schullaufbahn beschleunigenden Massnahmen verlangen überragende Leistungen im Rahmen des Jahrgangs. Diese sind von den Lehrpersonen aus dem Klassenteam zu prüfen.
Das Angebot der Begabtenförderung am Gymnasium Oberwil besteht aus dem Schülerstudium sowie den die Schullaufbahn beschleunigenden Massnahmen wie dem Überspringen von einzelnen Fächern oder Klassen. Die Begabungsförderung bietet die Wissenschaftsolympiade, Schweizer Jugend forscht, Jugend debattiert, die Schreibwerkstatt und die Studienwoche ETH an.

### Schüleraustausch
Jedes Jahr begeben sich 20 bis 25 Lernende in einen Auslandsaufenthalt. Im Gegenzug nimmt das Gymnasium Oberwil 5 bis 10 Gäste aus anderen inländischen und ausländischen Schulen auf. Beim Schüleraustausch liegt bei den Lernenden der Fokus nicht auf dem Erlernen einer Sprache, sondern auf dem Erwerb neuer interkultureller Erfahrungen. Durch von der Schulleitung organisierte Informationsabende, das Engagement verschiedener Non-Profit-Austauschorganisationen (bspw. Education First, Rotary Jugendaustausch) und gute Kontakte zu westschweizerischen Gymnasien sowie dank der kantonalen Partnerschaft mit der Schweizer Schule in der chilenischen Hauptstadt Santiago de Chile erhalten die Lernenden die Möglichkeit, in verschiedensten Weltregionen neue Lebenserfahrungen zu sammeln. Das Schüleraustauschprogramm am Gymnasium Oberwil wird von der Schulleitung als sehr sinnvoll angesehen und somit gefördert und unterstützt.

### Netzwerkklassen (Pilot bis Ende Schuljahr 2022)
Das Projekt Netzwerkklassen wurde im Sommer 2023 eingestellt. Die in diesem Projekt laufenden Klassen werden aber noch weitergeführt und evaluiert. Neue Netzwerkklassen gibt es jedoch nicht mehr – alle Klassen sind jetzt ausgerüstet mit BYOD.
Netzwerkklassen sind Klassen, die im Schulalltag mit digitalen Medien arbeiten. Die Geräte werden von den Lernenden selbst besorgt. Das Ziel der Netzwerkklassen besteht in der Förderung der 4K (Kritisches Denken, Kommunikation, Kollaboration, Kreativität), vier Kompetenzen im Hinblick auf das lebenslange Lernen. Bei der Verwendung der digitalen Medien geht es nicht primär um die elektronischen Geräte selbst, sondern um neue und effizientere Wege, den Lernenden den Unterrichtsstoff zu vermitteln und ihnen das Lernen zu erleichtern. Der geübte Umgang mit den digitalen Medien soll auch als Vorbereitung auf ein Studium an einer Universität dienen. Im Gymnasium Oberwil gibt es seit 2020 erste Pilot-Netzwerkklassen, und es kommen jedes Jahr weitere dazu. Bei diesen Pilot-Klassen ist aufgefallen, dass die Lernenden und auch die Lehrpersonen sich schnell an die elektronischen Geräte gewöhnt haben. Da diese Form von Unterricht sowohl für die Lehrpersonen als auch für die Lernenden neu ist, konnten beide Parteien gemeinsam neue Erfahrungen sammeln und neue Ideen entwickeln. Die Lehrpersonen nehmen regelmässig an Fortbildungsveranstaltungen teil, welche sicherstellen, dass sie die Netzwerkklassen kompetent unterrichten können. Im Fokus des Unterrichts in diesen Netzwerkklassen stehen die Programme OneNote und Teams. Zusätzlich können mittlerweile auch Prüfungen online durchgeführt werden.